# 石立善
石立善（1973年—2019年12月18日），男，吉林长春人，中国人文社会科学学者，上海师范大学哲学学院教授，日本京都大学文学博士。

## 生平
2001年3月毕业于日本关西学院大学综合政策学部；2004年3月日本京都大学大学院硕士毕业；2007年3月日本京都大学大学院博士毕业，2010年获得文学博士学位。获得2006年度“国家优秀自费留学生奖学金”。2007年至2008年，同志社大学外国研究人员，2007年至2010年，京都女子大学和近畿大学兼任讲师。後成為上海师范大学哲学学院教授、博士生导师，并先后获聘“申江学者”特聘教授、上海市“曙光学者”、台湾大学高级访问学者、北京大学人文社会科学研究院邀访学者等。
2019年12月18日因病逝世，享年46岁（虚岁47岁）。

## 研究领域
石立善的主要研究领域为：经学、中国哲学史、敦煌学、吐鲁番学、日本汉学史和儒学史。

## 著作
- 德国柏林旧藏吐鲁番出土唐写本《毛诗正义》残卷考(《古典学集刊》第1辑、华东师范大学出版社、2015年)
- 新公布之日藏古钞本《毛诗正义・秦风》小戎、蒹葭残卷三种校录及研究(《域外汉籍研究集刊》第10辑、中华书局、2014年)
- 日藏宋刊单疏本孔颖达《毛诗正义》郑风校笺《经典与校勘论丛》、北京大学出版社、2014年)
- 日本幕末・明治时代两部《论语》新疏的校勘学成就—《论语集说》与《论语会笺》(《湖南大学学报》第4期、2012年)
- 吐鲁番出土儒家经籍残卷考异(《敦煌写本研究年报》第5号、京都大学、2011年)